# The Keys of the Kingdom
The Keys of the Kingdom (br As Chaves do Reino) é um filme norte-americano de 1944, do gênero drama, dirigido por John M. Stahl e estrelado por Gregory Peck e Thomas Mitchell.

## Produção

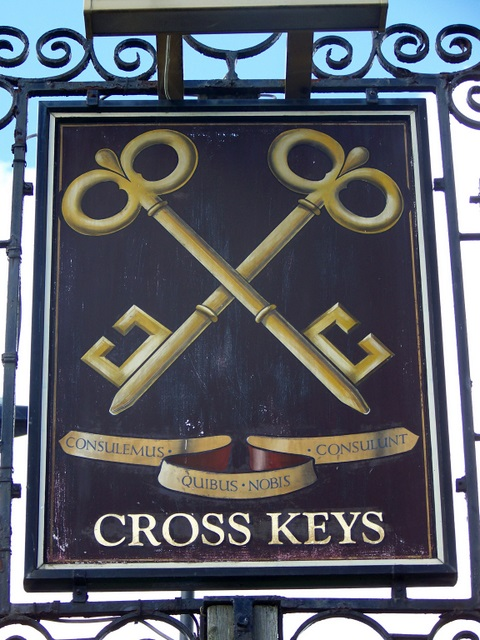
As Chaves em Cruz, um símbolo comum do cristianismo, remetem às palavras que Jesus Cristo dirigiu a São Pedro:.

The Keys of the Kingdom é apenas o segundo trabalho de Gregory Peck no cinema e seu primeiro sucesso. Sua atuação valeu-lhe a primeira de cinco indicações ao Oscar que recebeu ao longo da careira e faz com que a película ainda seja assistível. O filme é também o último que Joseph L. Mankiewicz produziu antes de dedicar-se à direção.
Baseado no romance best-seller de A. J. Cronin, publicado em 1941, o roteiro trata dos fundamentos do cristianismo.
Ao todo, The Keys of the Kingdom foi indicado para quatro estatuetas da Academia.[carece de fontes?]

## Sinopse
O jovem padre escocês Francis Chisholm recebe a missão de fundar uma paróquia no interior da China. Assaltado por hostilidades, fome, doenças, solidão e outros infortúnios, ele não desiste. Ao fundo, a guerra civil.

## Premiações
| Patrocinador                                  | Prêmio | Categoria | Situação |
| --------------------------------------------- | ------ | --- | --- |
| Academia de Artes e Ciências Cinematográficas | Oscar  | Melhor Ator (Gregory Peck) Melhor Fotografia (preto e branco) Melhor Direção de Arte (preto e branco) Melhor Trilha Sonora | Indicado[carece de fontes?] Indicado[carece de fontes?] Indicado[carece de fontes?] Indicado[carece de fontes?] |
| Film Daily                                    |        | Dez Melhores Filmes de 1944                                                                                                | Escolhido[carece de fontes?]                                                                                    |

## Elenco
| Ator/Atriz       | Personagem                            |
| ---------------- | ------------------------------------- |
| Gregory Peck     | Padre Francis Chisholm                |
| Thomas Mitchell  | Willie Tulloch                        |
| Vincent Price    | Angus Mealey                          |
| Rose Stradner    | Freira Maria-Verônica                 |
| Roddy McDowall   | Padre Francis Chisholm quando criança |
| Edmund Gwenn     | Padre Hamish MacNabb                  |
| Cedric Hardwicke | Monsenhor Sleeth                      |
| Peggy Ann Garner | Nora, adolescente                     |
| Jane Ball        | Nora, adulta                          |
| James Gleason    | Pastor Wilbur Fiske                   |
| Anne Revere      | Agnes Fiske                           |
| Ruth Nelson      | Mãe do padre Francis Chisholm         |
| Benson Fong      | Joseph                                |
| Leonard Strong   | Chia                                  |
| Ruth Clifford    | Irmã Mercy Mary (não-creditado)       |